# Червен рис
Червеният рис (Lynx rufus) е северноамерикански хищник от семейство Коткови.

## Физически характеристики
Бобкетът е дребен рис с дължина на тялото от 65 до 90 (някои екземпляри до 120 cm), височина при холката 36 – 38 cm, къса опашка 10 – 18 cm, тегло 7 – 14 кг и ръждивокафява окраска. Прилича на рис, но е доста по-дребен.

## Разпространение
Разпространен е от Южна Канада до Северно Мексико.

## Местообитание
Лесноприспособим вид е и се среща почти навсякъде от високопланински гори до полупустинни местности или тресавища, като човешкото присъствие не го притеснява особено. Всяка година женската ражда до 6 малки.

## Хранене
Храни се основно с гризачи, зайци, ловува птици, риба, змии и др. През зимата понякога яде прясна мърша. Регистрирани са случаи на нападения над елени и техните малки. Това става, когато жертвата е в легнало положение, рисът се хвърля отзад и му прегризва врата. В редките случаи, когато успее да убие елен, рисът изяжда най-напред вътрешностите, след което скрива трупа под снега и се връща за следващото хранене.